# Nicolas Pépé
Nicolas Pépé (Mantes-la-Jolie, 29 maggio 1995) è un calciatore ivoriano, attaccante del Villarreal e della nazionale ivoriana,  con la quale ha vinto la Coppa d'Africa nel 2024.

## Caratteristiche tecniche
Esterno versatile e veloce, abile nel dribbling grazie alla sua velocità.
Capace di giocare sia a destra che a sinistra, usa discretamente il suo piede debole.
Spiccata abilità offensiva nell’uno contro uno, ma anche abile nel trovare passaggi chiave e quindi a creare occasioni da rete.

## Carriera

### Club

#### Angers e prestito all'Orléans
Il 26 agosto 2014 debutta con l'Angers nella partita di Coupe de la Ligue contro l'Arles. Il 15 novembre gioca per la prima volta titolare in un incontro del settimo turno di Coupe de France contro i Jeunes d'Argentré du Plessis, siglando una tripletta. Il 21 novembre esordisce in Ligue 2 nella gara giocata sul campo dell'Ajaccio.
Il 1º luglio 2015 è prestato all'Orléans, formazione che milita nel Championnat National francese. Il 16 ottobre realizza il primo gol nella vittoria contro l'Épinal. I 7 gol realizzati nell'arco del campionato gli valgono il riconoscimento di miglior giocatore del torneo.
Tornato all'Angers, il 19 novembre 2016 segna il primo gol in Ligue 1 nell'1-1 a Rennes. Si ripete la settimana successiva nel k.o. interno con il Saint-Étienne, realizzando un'ulteriore rete il 28 gennaio contro il Metz.

#### Lilla
Il 21 giugno 2017 è annunciato il suo passaggio al Lilla con cui firma un contratto di cinque anni. Gioca la prima partita con i Dogues il 20 agosto nella sconfitta interna con il Caen. Il 5 novembre realizza le prime due reti con il Lilla nella vittoriosa trasferta a Metz. Schierato prima punta da Marcelo Bielsa, che lo ha fortemente voluto dopo averlo visionato all'Angers, viene riportato nella posizione naturale di esterno destro dal nuovo allenatore Christophe Galtier. Con l'allenatore cileno ha avuto anche un rapporto non semplice dal punto di vista caratteriale. Termina il campionato con 13 reti, contribuendo alla salvezza del Lilla.
Inizia la stagione 2018-2019 andando in rete contro il Rennes. Il 15 settembre realizza una tripletta, trasformando due rigori, nella vittoriosa trasferta ad Amiens. In questa stagione segna 22 gol in Ligue 1 attirando l’attenzione dei grandi club; l'ultimo giocatore del Lille ad avere segnato 20 o più reti in campionato è stato Eden Hazard nel 2011-2012, oltre ad avere consegnato 11 assist.

#### Arsenal
Il 1º agosto 2019 si trasferisce a titolo definitivo all'Arsenal per una cifra pari a circa 80 milioni di euro, diventando il giocatore più costoso nella storia del club nonché il calciatore africano più pagato di sempre. Pépé firma un contratto quinquennale, valido fino al 30 giugno 2024.
Segna la sua prima rete con i Gunners il 22 settembre successivo, contro l'Aston Villa, in una gara valida per la sesta giornata di Premier League. Il 24 ottobre realizza la sua prima doppietta con la maglia dell'Arsenal nella vittoria interna contro il Vitória Guimarães, nella terza giornata della fase a gironi di Europa League.

#### Nizza e Trabzonspor
Il 25 agosto 2022 passa in prestito al Nizza.
Tornato all'Arsenal al termine della stagione, risolve il contratto con i londinesi e si accorda con il Trabzonspor.

#### Villarreal
Il 4 agosto 2024 si accasa al Villarreal.

### Nazionale
Ha esordito con la maglia della nazionale ivoriana nel 2016, venendo convocato per la Coppa d'Africa 2017 e successivamente per la Coppa d'Africa 2019 e per la Coppa d'Africa 2021.

## Statistiche

### Presenze e reti nei club
Statistiche aggiornate al 1 luglio 2025.
| Stagione        | Squadra         | Campionato      | Campionato | Campionato | Coppe nazionali | Coppe nazionali | Coppe nazionali | Coppe continentali | Coppe continentali | Coppe continentali | Altre coppe | Altre coppe | Altre coppe | Totale | Totale |
| Stagione        | Squadra         | Comp            | Pres       | Reti       | Comp            | Pres            | Reti            | Comp               | Pres               | Reti               | Comp        | Pres        | Reti        | Pres   | Reti   |
| --------------- | --------------- | --------------- | ---------- | ---------- | --------------- | --------------- | --------------- | ------------------ | ------------------ | ------------------ | ----------- | ----------- | ----------- | ------ | ------ |
| 2014-2015       | Angers          | L2              | 7          | 0          | CF+CdL          | 2+1             | 3+0             | -                  | -                  | -                  | -           | -           | -           | 10     | 3      |
| 2015-2016       | Orléans         | CN              | 29         | 7          | CF+CdL          | 3+1             | 2+0             | -                  | -                  | -                  | -           | -           | -           | 33     | 9      |
| 2016-2017       | Angers          | L1              | 33         | 3          | CF+CdL          | 5+1             | 0               | -                  | -                  | -                  | -           | -           | -           | 39     | 3      |
| Totale Angers   | Totale Angers   | Totale Angers   | 40         | 3          |                 | 9               | 3               |                    | -                  | -                  |             | -           | -           | 49     | 6      |
| 2017-2018       | Lilla           | L1              | 36         | 13         | CF+CdL          | 2+0             | 1               | -                  | -                  | -                  | -           | -           | -           | 38     | 14     |
| 2018-2019       | Lilla           | L1              | 38         | 22         | CF+CdL          | 2+1             | 1+0             | -                  | -                  | -                  | -           | -           | -           | 41     | 23     |
| Totale Lilla    | Totale Lilla    | Totale Lilla    | 74         | 35         |                 | 5               | 2               |                    | -                  | -                  |             | -           | -           | 79     | 37     |
| 2019-2020       | Arsenal         | PL              | 31         | 5          | FACup+CdL       | 5+0             | 1               | UEL                | 6                  | 2                  | -           | -           | -           | 42     | 8      |
| 2020-2021       | Arsenal         | PL              | 29         | 10         | FACup+CdL       | 2+3             | 0               | UEL                | 13                 | 6                  | CS          | 0           | 0           | 47     | 16     |
| 2021-2022       | Arsenal         | PL              | 20         | 1          | FACup+CdL       | 0+3             | 2               | -                  | -                  | -                  | -           | -           | -           | 18     | 2      |
| Totale Arsenal  | Totale Arsenal  | Totale Arsenal  | 80         | 16         |                 | 13              | 3               |                    | 19                 | 8                  |             | 0           | 0           | 112    | 27     |
| 2022-2023       | Nizza           | L1              | 19         | 6          | CF              | 1               | 0               | UECL               | 8                  | 2                  | -           | -           | -           | 28     | 8      |
| 2023-2024       | Trabzonspor     | SL              | 19         | 5          | TK              | 4               | 1               | -                  | -                  | -                  | -           | -           | -           | 23     | 6      |
| 2024-2025       | Villarreal      | PD              | 28         | 3          | CR              | 0               | 0               | -                  | -                  | -                  | -           | -           | -           | 28     | 3      |
| Totale carriera | Totale carriera | Totale carriera | 339        | 87         |                 | 34              | 7               |                    | 27                 | 10                 |             | 0           | 0           | 400    | 104    |

### Cronologia presenze e reti in nazionale
| Cronologia completa delle presenze e delle reti in nazionale ― Costa d'Avorio | Cronologia completa delle presenze e delle reti in nazionale ― Costa d'Avorio | Cronologia completa delle presenze e delle reti in nazionale ― Costa d'Avorio | Cronologia completa delle presenze e delle reti in nazionale ― Costa d'Avorio | Cronologia completa delle presenze e delle reti in nazionale ― Costa d'Avorio | Cronologia completa delle presenze e delle reti in nazionale ― Costa d'Avorio | Cronologia completa delle presenze e delle reti in nazionale ― Costa d'Avorio | Cronologia completa delle presenze e delle reti in nazionale ― Costa d'Avorio |
| Data                                                                          | Città                                                                         | In casa                                                                       | Risultato                                                                     | Ospiti                                                                        | Competizione                                                                  | Reti                                                                          | Note                                                                          |
| ----------------------------------------------------------------------------- | ----------------------------------------------------------------------------- | ----------------------------------------------------------------------------- | ----------------------------------------------------------------------------- | ----------------------------------------------------------------------------- | ----------------------------------------------------------------------------- | ----------------------------------------------------------------------------- | ----------------------------------------------------------------------------- |
| 15-11-2016                                                                    | Lens                                                                          | Francia                                                                       | 0 – 0                                                                         | Costa d'Avorio                                                                | Amichevole                                                                    | -                                                                             | 86’                                                                           |
| 8-1-2017                                                                      | Abu Dhabi                                                                     | Svezia                                                                        | 1 – 2                                                                         | Costa d'Avorio                                                                | Amichevole                                                                    | -                                                                             | 46’                                                                           |
| 11-1-2017                                                                     | Abu Dhabi                                                                     | Costa d'Avorio                                                                | 3 – 0                                                                         | Ruanda                                                                        | Amichevole                                                                    | -                                                                             | 69’                                                                           |
| 24-3-2017                                                                     | Krasnodar                                                                     | Russia                                                                        | 0 – 2                                                                         | Costa d'Avorio                                                                | Amichevole                                                                    | -                                                                             | 89’                                                                           |
| 27-3-2017                                                                     | Parigi                                                                        | Senegal                                                                       | 1 – 1                                                                         | Costa d'Avorio                                                                | Amichevole                                                                    | -                                                                             |                                                                               |
| 4-6-2017                                                                      | Rotterdam                                                                     | Paesi Bassi                                                                   | 5 – 0                                                                         | Costa d'Avorio                                                                | Amichevole                                                                    | -                                                                             | 66’                                                                           |
| 10-6-2017                                                                     | Bouaké                                                                        | Costa d'Avorio                                                                | 2 – 3                                                                         | Guinea                                                                        | Qual. Coppa d'Africa 2019                                                     | -                                                                             | 87’                                                                           |
| 24-3-2018                                                                     | Beauvais                                                                      | Togo                                                                          | 2 – 2                                                                         | Costa d'Avorio                                                                | Amichevole                                                                    | 2                                                                             |                                                                               |
| 27-3-2018                                                                     | Beauvais                                                                      | Costa d'Avorio                                                                | 2 – 1                                                                         | Moldavia                                                                      | Amichevole                                                                    | 1                                                                             | 61’                                                                           |
| 9-9-2018                                                                      | Kigali                                                                        | Ruanda                                                                        | 1 – 2                                                                         | Costa d'Avorio                                                                | Amichevole                                                                    | -                                                                             | 81’                                                                           |
| 18-11-2018                                                                    | Conakry                                                                       | Guinea                                                                        | 1 – 1                                                                         | Costa d'Avorio                                                                | Qual. Coppa d'Africa 2019                                                     | -                                                                             | 85’                                                                           |
| 23-3-2019                                                                     | Abidjan                                                                       | Costa d'Avorio                                                                | 3 – 0                                                                         | Ruanda                                                                        | Qual. Coppa d'Africa 2019                                                     | 1                                                                             |                                                                               |
| 14-6-2019                                                                     | Abu Dhabi                                                                     | Costa d'Avorio                                                                | 0 – 1                                                                         | Uganda                                                                        | Amichevole                                                                    | -                                                                             |                                                                               |
| 19-6-2019                                                                     | Abu Dhabi                                                                     | Zambia                                                                        | 1 – 4                                                                         | Costa d'Avorio                                                                | Amichevole                                                                    | -                                                                             | 52’                                                                           |
| 24-6-2019                                                                     | Il Cairo                                                                      | Costa d'Avorio                                                                | 1 – 0                                                                         | Sudafrica                                                                     | Coppa d'Africa 2019 - 1º turno                                                | -                                                                             |                                                                               |
| 28-6-2019                                                                     | Il Cairo                                                                      | Marocco                                                                       | 1 – 0                                                                         | Costa d'Avorio                                                                | Coppa d'Africa 2019 - 1º turno                                                | -                                                                             |                                                                               |
| 8-7-2019                                                                      | Suez                                                                          | Mali                                                                          | 0 – 1                                                                         | Costa d'Avorio                                                                | Coppa d'Africa 2019 - Ottavi di finale                                        | -                                                                             | 68’                                                                           |
| 13-10-2019                                                                    | Amiens                                                                        | Costa d'Avorio                                                                | 3 – 1                                                                         | RD del Congo                                                                  | Amichevole                                                                    | 1                                                                             | 90+2’                                                                         |
| 16-11-2019                                                                    | Abidjan                                                                       | Costa d'Avorio                                                                | 1 – 0                                                                         | Niger                                                                         | Qual. Coppa d'Africa 2021                                                     | -                                                                             |                                                                               |
| 19-11-2019                                                                    | Macallè                                                                       | Etiopia                                                                       | 2 – 1                                                                         | Costa d'Avorio                                                                | Qual. Coppa d'Africa 2021                                                     | -                                                                             |                                                                               |
| 8-10-2020                                                                     | Bruxelles                                                                     | Belgio                                                                        | 1 – 1                                                                         | Costa d'Avorio                                                                | Amichevole                                                                    | -                                                                             | 90’                                                                           |
| 13-10-2020                                                                    | Utrecht                                                                       | Giappone                                                                      | 1 – 0                                                                         | Costa d'Avorio                                                                | Amichevole                                                                    | -                                                                             | 79’                                                                           |
| 12-11-2020                                                                    | Abidjan                                                                       | Costa d'Avorio                                                                | 2 – 1                                                                         | Madagascar                                                                    | Qual. Coppa d'Africa 2021                                                     | -                                                                             | 79’                                                                           |
| 17-11-2020                                                                    | Toamasina                                                                     | Madagascar                                                                    | 1 – 1                                                                         | Costa d'Avorio                                                                | Qual. Coppa d'Africa 2021                                                     | -                                                                             |                                                                               |
| 26-3-2021                                                                     | Niamey                                                                        | Niger                                                                         | 0 – 3                                                                         | Costa d'Avorio                                                                | Qual. Coppa d'Africa 2021                                                     | -                                                                             |                                                                               |
| 11-10-2021                                                                    | Cotonou                                                                       | Costa d'Avorio                                                                | 2 – 1                                                                         | Malawi                                                                        | Qual. Mondiali 2022                                                           | 1                                                                             |                                                                               |
| 13-11-2021                                                                    | Cotonou                                                                       | Costa d'Avorio                                                                | 3 – 0                                                                         | Mozambico                                                                     | Qual. Mondiali 2022                                                           | -                                                                             | 70’                                                                           |
| 16-11-2021                                                                    | Douala                                                                        | Camerun                                                                       | 1 – 0                                                                         | Costa d'Avorio                                                                | Qual. Mondiali 2022                                                           | -                                                                             | 69’                                                                           |
| 12-1-2022                                                                     | Douala                                                                        | Guinea Equatoriale                                                            | 0 – 1                                                                         | Costa d'Avorio                                                                | Coppa d'Africa 2021 - 1º turno                                                | -                                                                             | 71’                                                                           |
| 16-1-2022                                                                     | Douala                                                                        | Costa d'Avorio                                                                | 2 – 2                                                                         | Sierra Leone                                                                  | Coppa d'Africa 2021 - 1º turno                                                | 1                                                                             |                                                                               |
| 20-1-2022                                                                     | Douala                                                                        | Costa d'Avorio                                                                | 3 – 1                                                                         | Algeria                                                                       | Coppa d'Africa 2021 - 1º turno                                                | 1                                                                             | 85’                                                                           |
| 26-1-2022                                                                     | Douala                                                                        | Costa d'Avorio                                                                | 0 – 0 dts (4 – 5 dtr)                                                         | Egitto                                                                        | Coppa d'Africa 2021 - Ottavi di finale                                        | -                                                                             |                                                                               |
| 25-3-2022                                                                     | Marsiglia                                                                     | Francia                                                                       | 2 – 1                                                                         | Costa d'Avorio                                                                | Amichevole                                                                    | 1                                                                             | 84’                                                                           |
| 29-3-2022                                                                     | Londra                                                                        | Inghilterra                                                                   | 3 – 0                                                                         | Costa d'Avorio                                                                | Amichevole                                                                    | -                                                                             | 46’                                                                           |
| 16-11-2022                                                                    | Marrakech                                                                     | Costa d'Avorio                                                                | 4 – 0                                                                         | Burundi                                                                       | Amichevole                                                                    | 1                                                                             | 59’                                                                           |
| 19-11-2022                                                                    | Marrakech                                                                     | Burkina Faso                                                                  | 2 – 1                                                                         | Costa d'Avorio                                                                | Amichevole                                                                    | -                                                                             | 65’                                                                           |
| 6-1-2024                                                                      | San-Pédro                                                                     | Costa d'Avorio                                                                | 5 – 1                                                                         | Sierra Leone                                                                  | Amichevole                                                                    | -                                                                             | 63’                                                                           |
| 13-1-2024                                                                     | Abidjan                                                                       | Costa d'Avorio                                                                | 2 – 0                                                                         | Guinea-Bissau                                                                 | Coppa d'Africa 2023 - 1º turno                                                | -                                                                             | 61’                                                                           |
| 18-1-2024                                                                     | Abidjan                                                                       | Costa d'Avorio                                                                | 0 – 1                                                                         | Nigeria                                                                       | Coppa d'Africa 2023 - 1º turno                                                | -                                                                             | 67’                                                                           |
| 22-1-2024                                                                     | Abidjan                                                                       | Guinea Equatoriale                                                            | 4 – 0                                                                         | Costa d'Avorio                                                                | Coppa d'Africa 2023 - 1º turno                                                | -                                                                             | 65’                                                                           |
| 29-1-2024                                                                     | Yamoussoukro                                                                  | Senegal                                                                       | 1 – 1 dts (4 – 5 dtr)                                                         | Costa d'Avorio                                                                | Coppa d'Africa 2023 - Ottavi di finale                                        | -                                                                             | 65’                                                                           |
| 3-2-2024                                                                      | Bouaké                                                                        | Mali                                                                          | 1 – 2 dts                                                                     | Costa d'Avorio                                                                | Coppa d'Africa 2023 - Quarti di finale                                        | -                                                                             | 45+3’                                                                         |
| 23-3-2024                                                                     | Amiens                                                                        | Costa d'Avorio                                                                | 2 – 2                                                                         | Benin                                                                         | Amichevole                                                                    | -                                                                             | 78’                                                                           |
| 26-3-2024                                                                     | Lens                                                                          | Costa d'Avorio                                                                | 2 – 1                                                                         | Uruguay                                                                       | Amichevole                                                                    | -                                                                             | 63’                                                                           |
| 11-6-2024                                                                     | Lilongwe                                                                      | Kenya                                                                         | 0 – 0                                                                         | Costa d'Avorio                                                                | Qual. Mondiali 2026                                                           | -                                                                             | 88’                                                                           |
| 11-10-2024                                                                    | San-Pédro                                                                     | Costa d'Avorio                                                                | 4 – 1                                                                         | Sierra Leone                                                                  | Qual. Coppa d'Africa 2025                                                     | 1                                                                             | 85’                                                                           |
| 24-3-2025                                                                     | Abidjan                                                                       | Costa d'Avorio                                                                | 1 – 0                                                                         | Gambia                                                                        | Qual. Mondiali 2026                                                           | -                                                                             | 46’                                                                           |
| 7-6-2025                                                                      | Toronto                                                                       | Nuova Zelanda                                                                 | 1 – 0                                                                         | Costa d'Avorio                                                                | Amichevole                                                                    | -                                                                             | 77’                                                                           |
| 10-6-2025                                                                     | Toronto                                                                       | Canada                                                                        | 0 – 0 (4 – 5 dtr)                                                             | Costa d'Avorio                                                                | Amichevole                                                                    | -                                                                             | 67’                                                                           |
| Totale                                                                        |                                                                               | Presenze                                                                      | 50                                                                            |                                                                               | Reti                                                                          | 11                                                                            |                                                                               |

## Palmarès

### Club
- Coppa d'Inghilterra: 1

Arsenal: 2019-2020

### Nazionale
- Coppa d'Africa: 1

Costa d'Avorio 2023

### Individuale
- Squadra della stagione della UEFA Europa League: 1

2020-2021